# NWA North American Heavyweight Championship (versão de Amarillo)
A versão de Amarillo do NWA North American Heavyweight Championship foi um título de luta profissional do território de Amarillo, Texas, da National Wrestling Alliance (NWA). Ele foi disputado entre 1957 e 1969, quando foi substituído pelo NWA Western States Heavyweight Championship.

## História do título
- (n) escrito após uma data indicada que a mudança de título não aconteceu antes daquela data.

| #  | Lutador          | Reinados | Data                    | Dias | Local                                                                        | Notas |
| -- | ---------------- | -------- | ----------------------- | ---- | ---------------------------------------------------------------------------- | --- |
| 1  | Dizzy Davis      | 1        | 3 de janeiro de 1957    | 28   | Amarillo, Texas                                                              | Derrotou Jim Wright para tornar-se o primeiro campeão.                                                    |
| 2  | Dory Funk        | 1        | 31 de janeiro de 1957   | 7    | Amarillo, Texas                                                              | |
| 3  | The Great Bolo   | 1        | 7 de fevereiro de 1957  | 21   | Amarillo, Texas                                                              | Também derrotou Funk para conquistar o NWA Southwest Heavyweight Championship em 14 de fevereiro de 1957. |
| 4  | Dory Funk        | 2        | 28 de fevereiro de 1957 | 42   | Amarillo, Texas                                                              | Ganhou os títulos Southwest e North American Heavyweight.                                                 |
| 5  | Roy Shire        | 1        | 11 de abril de 1957     | 20   | Amarillo, Texas                                                              | |
| 6  | Don Curtis       | 1        | Maio de 1957 (n)        | 8    | Amarillo, Texas                                                              | |
| 7  | Bob Geigel       | 1        | 9 de maio de 1957       | 98   | Amarillo, Texas                                                              | |
| 8  | Mike DiBiase     | 1        | 15 de agosto de 1957    |      | Amarillo, Texas                                                              | |
| 9  | Danny Plechas    | 1        | 1957                    |      |                                                                              | |
| 10 | Dory Funk        | 3        | 19 de dezembro de 1957  | 35   | Amarillo, Texas                                                              | |
| 11 | Buddy Rogers     | 1        | 23 de janeiro de 1958   | 70   | Amarillo, Texas                                                              | |
| 12 | Dory Funk        | 4        | 3 de abril de 1958      |      | Amarillo, Texas                                                              | |
| 13 | Mike DiBiase     | 2        | 1958                    |      |                                                                              | |
| 14 | Dory Funk        | 5        | 29 de janeiro de 1959   | 112  | Amarillo, Texas                                                              | |
| 15 | Nick Roberts     | 1        | 21 de maio de 1959      |      | Amarillo, Texas                                                              | |
| 16 | Dory Funk        | 6        | 1959                    |      |                                                                              | |
| 17 | Antone Leone     | 1        | 13 de agosto de 1959    | 112  | Amarillo, Texas                                                              | |
| 18 | Dory Funk        | 7        | 3 de dezembro de 1959   |      | Amarillo, Texas                                                              | |
| 19 | Rock Hunter      | 1        | Janeiro de 1960 (n)     |      |                                                                              | |
| 20 | Sonny Myers      | 1        | 21 de janeiro de 1960   | 56   | Amarillo, Texas                                                              | |
| 21 | Gene LeBell      | 1        | 17 de março de 1960     |      | Amarillo, Texas                                                              | |
| 22 | Pancho Lopez     | 1        | 1960                    |      |                                                                              | |
| 23 | Mike DiBiase     | 3        | 27 de outubro de 1960   | 7    | Amarillo, Texas                                                              | |
| 24 | Sonny Myers      | 2        | 3 de novembro de 1960   | 7    | Amarillo, Texas                                                              | |
| 25 | Nikita Mulkovich | 1        | 10 de novembro de 1960  | 7    | Amarillo, Texas                                                              | |
| 26 | Pancho Lopez     | 2        | 17 de novembro de 1960  | 7    | Amarillo, Texas                                                              | Derrotou Mike DiBiase.                                                                                    |
| 27 | Nikita Mulkovich | 2        | 24 de novembro de 1960  | 112  | Amarillo, Texas                                                              | |
| 28 | Dory Funk        | 8        | 16 de março de 1961     | 98   | Amarillo, Texas                                                              | |
| 29 | Danny McShain    | 1        | 22 de junho de 1961     | 21   | Amarillo, Texas                                                              | |
| 30 | Dory Funk        | 9        | 13 de julho de 1961     | 287  | Amarillo, Texas                                                              | |
| 31 | Fritz Von Erich  | 1        | 26 de maio de 1962      | 12   | Amarillo, Texas                                                              | |
| 32 | Dory Funk        | 10       | 7 de junho de 1962      |      | Amarillo, Texas                                                              | |
| 33 | Fritz Von Erich  | 2        | Outubro de 1962 (n)     |      |                                                                              | |
| 34 | Dory Funk        | 11       | 1 de novembro de 1962   |      | Amarillo, Texas                                                              | |
| —  | Vago             | —        | —                       | —    | —                                                                            | Título vago entre novembro de 1962 e janeiro de 1963.                                                     |
| 35 | Dory Funk        | 12       | 13 de janeiro de 1963   | 38   | Lubbock, Texas                                                               | Derrotou Gene Kiniski na final de um torneio.                                                             |
| 36 | Fritz Von Erich  | 3        | 20 de fevereiro de 1963 |      | Amarillo, Texas                                                              | |
| 37 | Dory Funk        | 13       | 1963                    |      |                                                                              | |
| 38 | Fritz Von Erich  | 4        | 23 de julho de 1964     | 7    | Amarillo, Texas                                                              | |
| 39 | Dory Funk        | 14       | 30 de julho de 1964     | 195  | Amarillo, Texas                                                              | |
| 40 | Johnny Valentine | 1        | 10 de fevereiro de 1965 | 1    | Lubbock, Texas                                                               | |
| 41 | Dory Funk, Jr.   | 1        | 11 de fevereiro de 1965 |      | Amarillo, Texas                                                              | |
| 42 | Kinji Shibuya    | 1        | Julho de 1967           |      | Amarillo, Texas                                                              | |
| 43 | Dory Funk        | 15       | Dezembro de 1967 (n)    |      |                                                                              | |
| 44 | Clubfoot Inferno | 1        | 8 de agosto de 1968     | 28   | Amarillo, Texas                                                              | |
| 45 | Dory Funk        | 16       | 5 de setembro de 1968   |      | Amarillo, Texas                                                              | |
| —  | Vago             | —        | Outubro de 1968         | —    | —                                                                            | Título vago em outubro de 1968 após Funk ser lesionado por Pat Patterson e The Infernos.                  |
| 46 | Pat Patterson    | 1        | 24 de outubro de 1968   |      | Amarillo, Texas                                                              | Derrotou Pat O'Connor na final de um torneio.                                                             |
| 47 | Ricky Romero     | 1        | 1968                    |      |                                                                              | |
| 48 | Buddy Colt       | 1        | 9 de janeiro de 1969    | 154  |                                                                              | |
| 49 | Dory Funk        | 17       | 12 de junho de 1969     |      | Título substituído pelo NWA Western States Heavyweight Championship em 1969. | |